# Baggen
Baggen är en sjö i Falu kommun i Dalarna och ingår i Gavleåns huvudavrinningsområde. Sjöns area är 0,023 kvadratkilometer och den är belägen 177 meter över havet.